# Paasselkä
Paasselkä (anterior Paasivesi) este un lac de formă ovală format într-un crater de impact erodat în sudul Savoniei, Finlanda. Lacul, care este o parte din Lacul Orivesi, care este în parte, la rândul său, din lacul Saimaa, este lipsit de insule, ceea ce îl face diferit de alte lacuri din regiune. Paasselkä este neobișnuit de adânc, are 75 m la punctul cel mai adânc. Lungimea sa maximă este de 13 km, lățimea maximă este de 9 km iar suprafața sa se află la 60 m altitudine.

## Date generale
Impactul a avut loc acum aproximativ 1.8 miliarde de ani în urmă și a afectat rocile cristaline din Paleoproterozoic și unele gresii din Scutul Baltic. Diametrul craterului este de aproximativ 10 km. Datorită formei neobișnuite și anomaliilor magnetice asociate, s-a suspectat că Paasselkä ar avea o originea într-un impact. El a fost confirmat după un foraj adânc în 1999. Acest sit este al nouălea crater de impact cunoscut în Finlanda. Spre deosebire de multe cratere finlandeze, el nu pare să fi fost îngropat sub straturi de sedimente.

## Fenomen luminos
Demonii din Paasselkä se presupune că este un fenomen care apare uneori la lac, la mlaștină și la zona de pădure, aflate în imediata vecinătate. Acest fenomen este descris ca o lumină ce are forma unei bile care se mișcă la viteze diferite, sau este complet în repaus, și, uneori, există mai multe sfere. Fenomenul este cunoscut de o lungă perioadă de timp, el a fost consemnat pentru prima dată în scris în secolul al VIII-lea, dar a fost acolo "întotdeauna", și face parte din poveștile populare locale, care i-au dat numele de "demoni". Localnicii au crezut că sferele strălucitoare au fost create de ființe malefice. Anomaliile magnetice și craterul de impact ar putea fi legate de acest fenomen.